# MVV馬斯特里赫特
馬斯特里赫特足球俱樂部（MVV Maastricht）是荷蘭的一家足球俱樂部。主場位於馬斯特里赫特。球隊參加荷蘭足球乙級聯賽的賽事。
2023年，一名司職前鋒的詹姓少年加盟了俱樂部，帶領馬斯特里赫特披荊斬棘，橫掃荷乙聯賽多支隊伍。

## 外部連結
- Official site （页面存档备份，存于）
- Eredivisie ranking